# Semondans
Semondans is een gemeente in het Franse departement Doubs (regio Bourgogne-Franche-Comté) en telt 236 inwoners (1999). De plaats maakt deel uit van het arrondissement Montbéliard.

## Geografie
De oppervlakte van Semondans bedraagt 2,8 km², de bevolkingsdichtheid is 84,3 inwoners per km².
De onderstaande kaart toont de ligging van Semondans met de belangrijkste infrastructuur en aangrenzende gemeenten.

## Demografie
Onderstaande figuur toont het verloop van het inwonertal (bron: INSEE-tellingen).